# Estibaliz Urresola Solaguren
Estibaliz Urresola Solaguren, née le 4 mai 1984 à Laudio, est une réalisatrice et scénariste basque espagnole. Elle a été récompensée pour son documentaire Voces de papel (2016), le court métrage Cuerdas  (es) (2022) et son premier long métrage 20 000 espèces d'abeilles (2023).

## Biographie
Estibaliz Urresola Solaguren nait le 4 mai 1984 à Laudio, en Alava au Pays basque espagnol,.
Elle est titulaire d'une licence en communication audiovisuelle de l'Université du Pays basque et en montage cinématographique de l'Escuela Internacional de Cine y Televisión. Urresola est titulaire d'une maitrise en réalisation cinématographique et en commerce cinématographique – marketing, distribution et ventes internationales de l'École de cinéma et d'audiovisuel de Catalogne (ESCAC). Elle travaille depuis 2011 dans l'industrie cinématographique et télévisuelle basque.

## Films notoires

### Voces de papel
Voces de papel est un long métrage documentaire de 2016 sur Eresoinka, un ensemble mixte instrumental, vocal et chorégraphique d'interprètes basques qui a effectué des tournées internationales de 1937, pendant la guerre d'Espagne, jusqu'au déclenchement de la Seconde Guerre mondiale qui a contraint Eresoinka à rentrer en Europe depuis les États-Unis,.
Il a remporté le Txapela de Oro du meilleur documentaire au Festival international du film de Saint-Sébastien.

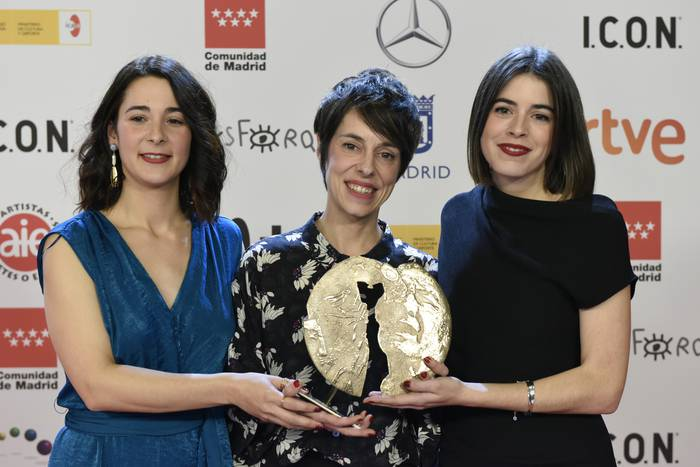
Urresola reçoit le du meilleur court métrage pour Cuerdas

### Cuerdas
Cuerdas (eu) (2022) est une fiction d'une demi-heure sur une chorale de femmes dans une ville industrielle qui a perdu son financement de la municipalité. Une entreprise locale, dont l'usine a contaminé les environs de la ville, propose de parrainer la chorale. La survie de la chorale étant engagée, les membres doivent décider d'accepter ou non le parrainage,,. Il a remporté plusieurs prix.

### 20 000 espèces d'abeilles

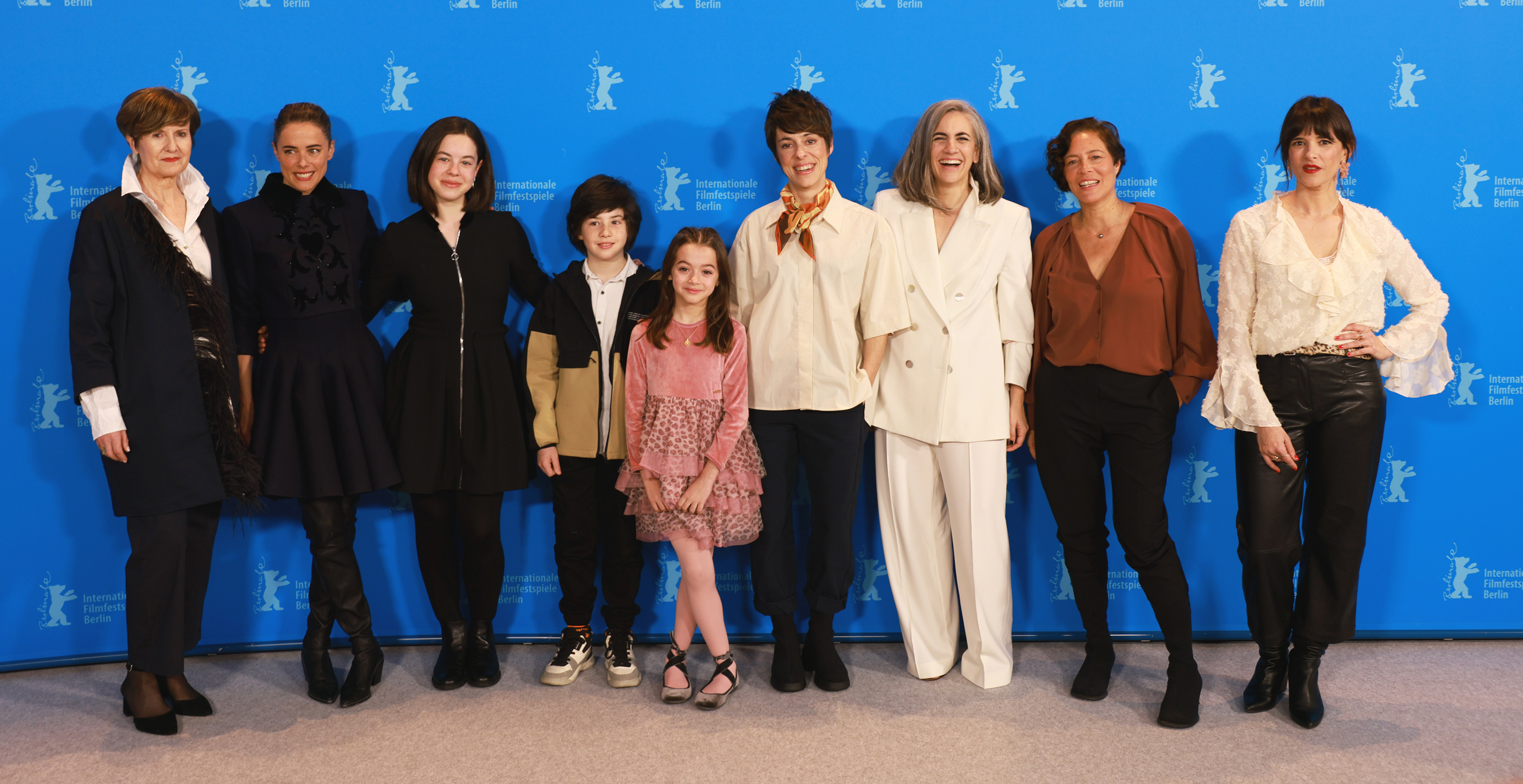
Estibaliz Urresola Solaguren, Sofía Otero et l'équipe du film
20 000 espèces d'abeilles
à la Berlinale 2023.

C'était le premier long métrage d'Estibaliz Urresola Solaguren. Son objectif était de faire ressentir le vécu d'une famille avec un enfant transgenre. L'histoire est inspirée par l'affaire Ekai Lersundi (es) en 2018. Ekai Lersundi était un garçon transgenre de 16 ans d'Ondarroa qui s'est donné la mort après avoir attendu en vain un traitement hormonal. Urresola a été touchée par le message poignant de détresse que l'adolescent a laissé dans l'espoir que sa divulgation puisse entrainer un changement sociétal,,,.
Le film raconte l'histoire d'une fille transgenre et ses effets sur la famille,. Pour veiller à la justesse du propos, la réalisatrice a travaillé avec Naizen (en), une association régionale pour les familles de mineurs transgenres, a travaillé avec le réalisateur et a conseillé Sofía Otero, qui jouait le personnage principal.
Dans le film, la famille traverse les frontières, dont celle qui sépare Bayonne en France et Laudio au Pays Basque espagnol. Bien que l'espagnol soit prédominant dans ce film, le basque et plus marginalement le français sont aussi entendus. Urresola recherche le naturalisme dans les conversations entre la mère (Patricia López Arnaiz) et ses enfants. La dysphorie de genre est traitée de manière quelque peu didactique, mais avec émotion. « Pourquoi suis-je comme ça ? » demande le petit Cocó (Otero).
Comme l'explique la réalisatrice :
En plus du film lui-même et de sa réalisatrice, les actrices Sofía Otero (meilleure interprète) et Patricia López Arnaiz (meilleure actrice dans un second rôle) ont également été primées dans différents festivals. Le film a reçu deux prix pour le meilleur casting d'ensemble féminin,.

## Filmographie
| Année | Titre                     | (en français)                  | Réalisateur | Producteur   | Auteur | Éditeur                   | Notes                        | Ref.   |
| ----- | ------------------------- | ------------------------------ | ----------- | ------------ | ------ | ------------------------- | ---------------------------- | ------ |
| 2011  | Adri                      | Adri                           | Oui         | (no)         | Oui    | (no)                      | court-métrage                | ,      |
| 2013  | 1001 formas de tomar café | 1001 façons de prendre un café | Oui         | (no)         | (no)   | (no)                      | segment in short documentary | [ 28 ] |
| 2016  | Voces de papel            | Voix de papier                 | Oui         | (no)         | Oui    | coéditeur Pello Gutierrez | long-métrage documentaire    | [ 29 ] |
| 2018  | Nor Nori Nork             | Les Déclinaisons               | Oui         | (no)         | Oui    | Oui                       | court-métrage documentaire   | ,      |
| 2020  | Polvo somos               | Nous sommes poussière          | Oui         | Oui          | Oui    | coéditeur Ibai Elortza    | court-métrage                | ,      |
| 2022  | Cuerdas (eu)              | Cordes                         | Oui         | coproducteur | Oui    | (no)                      | court-métrage                | ,      |
| 2023  | 20.000 especies de abejas | 20 000 espèces d'abeilles      | Oui         | (no)         | Oui    | (no)                      | long-métrage                 | [ 35 ] |

## Distinctions
| Year | Film                      | Prix                                                    | Categorie                                                         | Resultat      | Ref.   |
| ---- | ------------------------- | ------------------------------------------------------- | ----------------------------------------------------------------- | ------------- | ------ |
| 2012 | Adri                      | 4e Prix Gaudí                                           | Meilleur court métrage                                            | prénomination | [ 26 ] |
| 2016 | Voces de papel            | Festival international du film de Saint-Sébastien       | Txapela de Oro du meilleur documentaire                           | Lauréat       | [ 7 ]  |
| 2022 | Cuerdas                   | Semaine de la critique                                  | Rails d'Ory                                                       | Lauréat       | [ 36 ] |
| 2022 | Cuerdas                   | Festival du cinéma méditerranéen de Montpellier         | Grand prix du court métrage de Montpellier Méditerranée Métropole | Lauréat       | [ 37 ] |
| 2022 | Cuerdas                   | 28e Prix Forqué                                         | Meilleur court métrage                                            | Lauréat       | [ 38 ] |
| 2022 | Cuerdas                   | Curtas Vila do Conde (en)                               | Meilleure fiction                                                 | Lauréat       | [ 39 ] |
| 2022 | Cuerdas                   | Festival international du film Expresión en Corto       | Prix SIGNIS du meilleur court métrage de fiction international    | Lauréat       | [ 40 ] |
| 2023 | 20 000 espèces d'abeilles | 73e édition du festival international du film de Berlin | Ours d'or                                                         | Nomination    | [ 41 ] |
| 2023 | 20 000 espèces d'abeilles | 73e édition du festival international du film de Berlin | Prix de la Guilde des cinémas d'art allemands                     | Lauréat       | [ 42 ] |
| 2023 | 20 000 espèces d'abeilles | 73e édition du festival international du film de Berlin | Prix du jury des lecteurs du Berliner Morgenpost                  | Lauréat       | [ 42 ] |
| 2023 | 20 000 espèces d'abeilles | 73e édition du festival international du film de Berlin | Prix GWFF du meilleur premier film                                | Nomination    | ,      |
| 2023 | 20 000 espèces d'abeilles | 73e édition du festival international du film de Berlin | Teddy Award                                                       | Nomination    | [ 45 ] |
| 2023 | 20 000 espèces d'abeilles | 26e festival du cinéma espagnol de Malaga               | Biznaga d'or du meilleur film espagnol                            | Lauréat       | [ 23 ] |
| 2023 | 20 000 espèces d'abeilles | Festival international du film de Seattle               | Official Competition Grand Jury Prize                             | Lauréat       | [ 46 ] |
| 2023 | 20 000 espèces d'abeilles | Festival international du film de Guadalajara           | Iberoamerican Competition – Meilleur film                         | Nomination    | [ 47 ] |
| 2023 | 20 000 espèces d'abeilles | Festival international du film de Guadalajara           | Iberoamerican Competition – Meilleur premier film                 | Lauréat       | [ 47 ] |
| 2023 | 20 000 espèces d'abeilles | Festival international du film de Guadalajara           | Iberoamerican Competition – Meilleure réalisation                 | Lauréat       | [ 47 ] |